# Coppa di Corea del Sud 1996
La Coppa di Corea del Sud 1996 è stata la prima edizione della Coppa di Corea del Sud, disputata dal 30 novembre al 7 dicembre 1996.

## Risultati[1]
Ottavi di finale
| Suwon 30 novembre 1996 | Suwon Bluewings | 4 – 3 | Università Yonsei | Suwon Stadium |

| Cheonan 30 novembre 1996 | Ilhwa Chunma | 3 – 2 | E-Land Puma | Cheonan Stadium |

| Cheongju 30 novembre 1996 | Bucheon Yukong | 5 – 3 | Università Chung-Ang | CHeongju Stadium |

| Iksan 30 novembre 1996                       | Jeonbuk Dinos        | 1 – 1 | Sangmu FC | Iksan Stadium |
| \| \| \| \| \| \| Tiri di rigore 4 – 1 \| \| |                      |       |           |               |
|                                              |                      |       |           |               |
|                                              | Tiri di rigore 4 – 1 |       |           |               |

| Pohang 1 dicembre 1996 | Pohang Atoms | 1 – 0 | Kookmin Bank | Steel Yard |

| Ulsan 1 dicembre 1996 | Hyundai Horang-i | 2 – 1 | LG Cheetahs | Ulsan Stadium |

| Gwangyang 1 dicembre 1996 | Jeonnam Dragons | 1 – 0 | Università Yeungnam | Gwangyang Stadium |

| Changwon 1 dicembre 1996 | Daewoo Royals | 1 – 0 | Università Hongik | Changwon Stadium |

Quarti di finale
| Jinju 2 dicembre 1996 | Suwon Bluewings | 5 – 2 | Ilhwa Chunma | Public Stadium |

| Jinju 2 dicembre 1996                        | Bucheon Yukong       | 3 – 3 | Jeonbuk Dinos | Public Stadium |
| \| \| \| \| \| \| Tiri di rigore 3 – 2 \| \| |                      |       |               |                |
|                                              |                      |       |               |                |
|                                              | Tiri di rigore 3 – 2 |       |               |                |

| Jinju 3 dicembre 1996 | Pohang Atoms | 1 – 0 | Jeonnam Dragons | Public Stadium |

| Jinju 3 dicembre 1996 | Hyundai Horang-i | 1 – 0 | Daewoo Royals | Public Stadium |

Semifinali
| Jinju 5 dicembre 1996 | Suwon Bluewings | 3 – 1 | Bucheon Yukong | Public Stadium |

| Jinju 5 dicembre 1996 | Pohang Atoms | 1 – 0 | Hyundai Horang-i | Public Stadium |

Finale
| Jinju 7 dicembre 1996                        | Pohang Atoms         | 0 – 0 | Suwon Bluewings | Public Stadium |
| \| \| \| \| \| \| Tiri di rigore 7 – 6 \| \| |                      |       |                 |                |
|                                              |                      |       |                 |                |
|                                              | Tiri di rigore 7 – 6 |       |                 |                |